# Eleições presidenciais de 2016 em Santa Maria da Feira

## Resultados Oficiais
| Candidato               | Candidato                | Votos   | %               |
| ----------------------- | ------------------------ | ------- | --------------- |
|                         | Marcelo Rebelo de Sousa  | 33 671  | 55,41 / 100,00  |
|                         | António Sampaio da Nóvoa | 11 707  | 19,27 / 100,00  |
|                         | Marisa Matias            | 6 298   | 10,36 / 100,00  |
|                         | Maria de Belém Roseira   | 3 381   | 5,56 / 100,00   |
|                         | Vitorino Silva           | 2 639   | 4,34 / 100,00   |
|                         | Paulo de Morais          | 1 642   | 2,21 / 100,00   |
|                         | Edgar Silva              | 968     | 1,59 / 100,00   |
|                         | Henrique Neto            | 386     | 0,64 / 100,00   |
|                         | Jorge Sequeira           | 230     | 0,38 / 100,00   |
|                         | Cândido Ferreira         | 143     | 0,24 / 100,00   |
| Votos Inválidos         | Votos Inválidos          | 1 357   | 2,18 / 100,00   |
| Total                   | Total                    | 62 122  | 100,00 / 100,00 |
| Eleitorado/Participação | Eleitorado/Participação  | 126 285 | 49,19 / 100,00  |

## Resultados por Freguesia
Os resultados dos candidatos por freguesia foram os seguintes:
| Freguesia                       | %     | %     | %     | %    | %    | %    | %    | %    | %    | %    | Votantes |
| Freguesia                       | MBR   | ASN   | MM    | MBR  | VS   | PM   | ES   | HN   | JS   | CF   | Votantes |
| ------------------------------- | ----- | ----- | ----- | ---- | ---- | ---- | ---- | ---- | ---- | ---- | -------- |
| Argoncilhe                      | 55,52 | 18,49 | 10,09 | 5,98 | 5,03 | 1,94 | 1,45 | 0,82 | 0,42 | 0,25 | 4 102    |
| Arrifana                        | 53,67 | 23,16 | 8,76  | 6,29 | 3,31 | 2,18 | 1,45 | 0,55 | 0,47 | 0,15 | 2 802    |
| Caldas de São Jorge e Pigeiros  | 50,70 | 22,15 | 9,35  | 6,12 | 5,06 | 2,45 | 2,73 | 0,61 | 0,39 | 0,45 | 1 840    |
| Canedo, Vale e Vila Maior       | 66,58 | 12,09 | 8,13  | 4,04 | 5,67 | 1,31 | 1,00 | 0,52 | 0,34 | 0,31 | 3 881    |
| Escapães                        | 56,15 | 20,92 | 8,96  | 5,28 | 4,14 | 2,01 | 1,40 | 0,74 | 0,07 | 0,33 | 1 532    |
| Fiães                           | 50,21 | 22,11 | 11,66 | 5,63 | 4,54 | 2,24 | 2,24 | 0,48 | 0,53 | 0,36 | 3 649    |
| Fornos                          | 54,66 | 17,94 | 10,42 | 6,49 | 5,59 | 2,35 | 1,10 | 0,83 | 0,41 | 0,21 | 1 480    |
| Lobão, Gião, Louredo e Guisande | 60,75 | 14,40 | 9,40  | 5,14 | 6,20 | 1,88 | 1,03 | 0,75 | 0,21 | 0,23 | 4 349    |
| Lourosa                         | 54,25 | 21,27 | 10,79 | 6,41 | 4,13 | 1,34 | 0,97 | 0,35 | 0,37 | 0,12 | 4 113    |
| Milheirós de Poiares            | 54,96 | 20,70 | 9,20  | 5,87 | 4,06 | 2,91 | 1,03 | 0,73 | 0,12 | 0,42 | 1 701    |
| Mozelos                         | 50,71 | 21,62 | 13,49 | 5,04 | 4,01 | 2,45 | 1,38 | 0,63 | 0,46 | 0,20 | 3 540    |
| Nogueira da Regedoura           | 56,98 | 19,45 | 10,29 | 5,05 | 4,15 | 1,78 | 1,64 | 0,36 | 0,18 | 0,11 | 2 811    |
| Paços de Brandão                | 60,06 | 15,64 | 8,70  | 5,91 | 3,70 | 3,35 | 1,38 | 0,67 | 0,43 | 0,16 | 2 595    |
| Rio Meão                        | 57,53 | 19,65 | 8,11  | 5,79 | 3,73 | 1,76 | 1,72 | 0,94 | 0,51 | 0,26 | 2 375    |
| Romariz                         | 62,84 | 15,32 | 7,23  | 7,16 | 3,40 | 1,91 | 0,57 | 1,06 | 0,21 | 0,28 | 1 450    |
| Sanguedo                        | 55,14 | 17,19 | 10,41 | 6,72 | 5,62 | 2,33 | 1,42 | 0,19 | 0,58 | 0,39 | 1 593    |
| Santa Maria da Feira            | 56,64 | 19,54 | 10,23 | 3,96 | 3,25 | 3,50 | 1,59 | 0,66 | 0,47 | 0,17 | 6 054    |
| Santa Maria de Lamas            | 55,70 | 18,66 | 10,77 | 6,13 | 3,28 | 2,50 | 1,60 | 0,78 | 0,43 | 0,16 | 2 628    |
| São João de Ver                 | 49,66 | 22,07 | 12,94 | 5,74 | 4,24 | 1,90 | 2,19 | 0,60 | 0,45 | 0,20 | 4 574    |
| São Miguel do Souto e Mosteirô  | 52,04 | 21,81 | 11,22 | 5,80 | 4,35 | 1,99 | 1,52 | 0,74 | 0,30 | 0,24 | 3 037    |
| São Paio de Oleiros             | 47,55 | 20,46 | 13,64 | 6,67 | 3,69 | 2,32 | 4,55 | 0,61 | 0,20 | 0,30 | 2 016    |
| Santa Maria da Feira            | 55,41 | 19,27 | 10,36 | 5,56 | 4,34 | 2,21 | 1,59 | 0,64 | 0,38 | 0,24 | 62 122   |

#### Argoncilhe
| Candidato               | Candidato                | Votos | %               |
| ----------------------- | ------------------------ | ----- | --------------- |
|                         | Marcelo Rebelo de Sousa  | 2 228 | 55,52 / 100,00  |
|                         | António Sampaio da Nóvoa | 742   | 18,49 / 100,00  |
|                         | Marisa Matias            | 405   | 10,09 / 100,00  |
|                         | Maria de Belém Roseira   | 240   | 5,98 / 100,00   |
|                         | Vitorino Silva           | 202   | 5,03 / 100,00   |
|                         | Paulo de Morais          | 78    | 1,94 / 100,00   |
|                         | Edgar Silva              | 58    | 1,45 / 100,00   |
|                         | Henrique Neto            | 33    | 0,82 / 100,00   |
|                         | Jorge Sequeira           | 17    | 0,42 / 100,00   |
|                         | Cândido Ferreira         | 10    | 0,25 / 100,00   |
| Votos Inválidos         | Votos Inválidos          | 89    | 2,17 / 100,00   |
| Total                   | Total                    | 4 102 | 100,00 / 100,00 |
| Eleitorado/Participação | Eleitorado/Participação  | 7 545 | 54,37 / 100,00  |

#### Arrifana
| Candidato               | Candidato                | Votos | %               |
| ----------------------- | ------------------------ | ----- | --------------- |
|                         | Marcelo Rebelo de Sousa  | 1 476 | 53,67 / 100,00  |
|                         | António Sampaio da Nóvoa | 637   | 23,16 / 100,00  |
|                         | Marisa Matias            | 241   | 8,76 / 100,00   |
|                         | Maria de Belém Roseira   | 173   | 6,29 / 100,00   |
|                         | Vitorino Silva           | 91    | 3,31 / 100,00   |
|                         | Paulo de Morais          | 60    | 2,18 / 100,00   |
|                         | Edgar Silva              | 40    | 1,45 / 100,00   |
|                         | Henrique Neto            | 15    | 0,55 / 100,00   |
|                         | Jorge Sequeira           | 13    | 0,47 / 100,00   |
|                         | Cândido Ferreira         | 4     | 0,15 / 100,00   |
| Votos Inválidos         | Votos Inválidos          | 52    | 1,86 / 100,00   |
| Total                   | Total                    | 2 802 | 100,00 / 100,00 |
| Eleitorado/Participação | Eleitorado/Participação  | 5 762 | 48,63 / 100,00  |

#### Caldas de São Jorge e Pigeiros
| Candidato               | Candidato                | Votos | %               |
| ----------------------- | ------------------------ | ----- | --------------- |
|                         | Marcelo Rebelo de Sousa  | 911   | 50,70 / 100,00  |
|                         | António Sampaio da Nóvoa | 398   | 22,15 / 100,00  |
|                         | Marisa Matias            | 168   | 9,35 / 100,00   |
|                         | Maria de Belém Roseira   | 110   | 6,12 / 100,00   |
|                         | Vitorino Silva           | 91    | 5,06 / 100,00   |
|                         | Edgar Silva              | 49    | 2,73 / 100,00   |
|                         | Paulo de Morais          | 44    | 2,45 / 100,00   |
|                         | Henrique Neto            | 11    | 0,61 / 100,00   |
|                         | Cândido Ferreira         | 8     | 0,45 / 100,00   |
|                         | Jorge Sequeira           | 7     | 0,39 / 100,00   |
| Votos Inválidos         | Votos Inválidos          | 43    | 2,34 / 100,00   |
| Total                   | Total                    | 1 840 | 100,00 / 100,00 |
| Eleitorado/Participação | Eleitorado/Participação  | 3 688 | 49,89 / 100,00  |

#### Canedo, Vale e Vila Maior
| Candidato               | Candidato                | Votos | %               |
| ----------------------- | ------------------------ | ----- | --------------- |
|                         | Marcelo Rebelo de Sousa  | 2 538 | 66,58 / 100,00  |
|                         | António Sampaio da Nóvoa | 461   | 12,09 / 100,00  |
|                         | Marisa Matias            | 310   | 8,13 / 100,00   |
|                         | Vitorino Silva           | 216   | 5,67 / 100,00   |
|                         | Maria de Belém Roseira   | 154   | 4,04 / 100,00   |
|                         | Paulo de Morais          | 50    | 1,31 / 100,00   |
|                         | Edgar Silva              | 38    | 1,00 / 100,00   |
|                         | Henrique Neto            | 20    | 0,52 / 100,00   |
|                         | Jorge Sequeira           | 13    | 0,34 / 100,00   |
|                         | Cândido Ferreira         | 12    | 0,31 / 100,00   |
| Votos Inválidos         | Votos Inválidos          | 69    | 1,78 / 100,00   |
| Total                   | Total                    | 3 881 | 100,00 / 100,00 |
| Eleitorado/Participação | Eleitorado/Participação  | 9 036 | 42,95 / 100,00  |

#### Escapães
| Candidato               | Candidato                | Votos | %               |
| ----------------------- | ------------------------ | ----- | --------------- |
|                         | Marcelo Rebelo de Sousa  | 840   | 56,15 / 100,00  |
|                         | António Sampaio da Nóvoa | 313   | 20,92 / 100,00  |
|                         | Marisa Matias            | 134   | 8,96 / 100,00   |
|                         | Maria de Belém Roseira   | 79    | 5,28 / 100,00   |
|                         | Vitorino Silva           | 62    | 4,14 / 100,00   |
|                         | Paulo de Morais          | 30    | 2,01 / 100,00   |
|                         | Edgar Silva              | 21    | 1,40 / 100,00   |
|                         | Henrique Neto            | 11    | 0,74 / 100,00   |
|                         | Cândido Ferreira         | 5     | 0,33 / 100,00   |
|                         | Jorge Sequeira           | 1     | 0,07 / 100,00   |
| Votos Inválidos         | Votos Inválidos          | 36    | 2,35 / 100,00   |
| Total                   | Total                    | 1 532 | 100,00 / 100,00 |
| Eleitorado/Participação | Eleitorado/Participação  | 3 002 | 51,03 / 100,00  |

#### Fiães
| Candidato               | Candidato                | Votos | %               |
| ----------------------- | ------------------------ | ----- | --------------- |
|                         | Marcelo Rebelo de Sousa  | 1 792 | 50,21 / 100,00  |
|                         | António Sampaio da Nóvoa | 789   | 22,11 / 100,00  |
|                         | Marisa Matias            | 416   | 11,66 / 100,00  |
|                         | Maria de Belém Roseira   | 201   | 5,63 / 100,00   |
|                         | Vitorino Silva           | 162   | 4,54 / 100,00   |
|                         | Paulo de Morais          | 80    | 2,24 / 100,00   |
|                         | Edgar Silva              | 80    | 2,24 / 100,00   |
|                         | Jorge Sequeira           | 19    | 0,53 / 100,00   |
|                         | Henrique Neto            | 17    | 0,48 / 100,00   |
|                         | Cândido Ferreira         | 13    | 0,36 / 100,00   |
| Votos Inválidos         | Votos Inválidos          | 80    | 2,19 / 100,00   |
| Total                   | Total                    | 3 649 | 100,00 / 100,00 |
| Eleitorado/Participação | Eleitorado/Participação  | 7 124 | 51,22 / 100,00  |

#### Fornos
| Candidato               | Candidato                | Votos | %               |
| ----------------------- | ------------------------ | ----- | --------------- |
|                         | Marcelo Rebelo de Sousa  | 792   | 54,66 / 100,00  |
|                         | António Sampaio da Nóvoa | 260   | 17,94 / 100,00  |
|                         | Marisa Matias            | 151   | 10,42 / 100,00  |
|                         | Maria de Belém Roseira   | 94    | 6,49 / 100,00   |
|                         | Vitorino Silva           | 81    | 5,59 / 100,00   |
|                         | Paulo de Morais          | 34    | 2,35 / 100,00   |
|                         | Edgar Silva              | 16    | 1,10 / 100,00   |
|                         | Henrique Neto            | 12    | 0,83 / 100,00   |
|                         | Jorge Sequeira           | 6     | 0,41 / 100,00   |
|                         | Cândido Ferreira         | 3     | 0,21 / 100,00   |
| Votos Inválidos         | Votos Inválidos          | 31    | 2,10 / 100,00   |
| Total                   | Total                    | 1 480 | 100,00 / 100,00 |
| Eleitorado/Participação | Eleitorado/Participação  | 3 006 | 49,23 / 100,00  |

#### Lobão, Gião, Louredo e Guisande
| Candidato               | Candidato                | Votos | %               |
| ----------------------- | ------------------------ | ----- | --------------- |
|                         | Marcelo Rebelo de Sousa  | 2 586 | 60,75 / 100,00  |
|                         | António Sampaio da Nóvoa | 613   | 14,40 / 100,00  |
|                         | Marisa Matias            | 400   | 9,40 / 100,00   |
|                         | Vitorino Silva           | 264   | 6,20 / 100,00   |
|                         | Maria de Belém Roseira   | 219   | 5,14 / 100,00   |
|                         | Paulo de Morais          | 80    | 1,88 / 100,00   |
|                         | Edgar Silva              | 44    | 1,03 / 100,00   |
|                         | Henrique Neto            | 32    | 0,75 / 100,00   |
|                         | Cândido Ferreira         | 10    | 0,23 / 100,00   |
|                         | Jorge Sequeira           | 9     | 0,21 / 100,00   |
| Votos Inválidos         | Votos Inválidos          | 92    | 2,11 / 100,00   |
| Total                   | Total                    | 4 349 | 100,00 / 100,00 |
| Eleitorado/Participação | Eleitorado/Participação  | 9 662 | 45,01 / 100,00  |

#### Lourosa
| Candidato               | Candidato                | Votos | %               |
| ----------------------- | ------------------------ | ----- | --------------- |
|                         | Marcelo Rebelo de Sousa  | 2 183 | 54,25 / 100,00  |
|                         | António Sampaio da Nóvoa | 856   | 21,27 / 100,00  |
|                         | Marisa Matias            | 434   | 10,79 / 100,00  |
|                         | Maria de Belém Roseira   | 258   | 6,41 / 100,00   |
|                         | Vitorino Silva           | 166   | 4,13 / 100,00   |
|                         | Paulo de Morais          | 54    | 1,34 / 100,00   |
|                         | Edgar Silva              | 39    | 0,97 / 100,00   |
|                         | Jorge Sequeira           | 15    | 0,37 / 100,00   |
|                         | Henrique Neto            | 14    | 0,35 / 100,00   |
|                         | Cândido Ferreira         | 5     | 0,12 / 100,00   |
| Votos Inválidos         | Votos Inválidos          | 89    | 2,16 / 100,00   |
| Total                   | Total                    | 4 113 | 100,00 / 100,00 |
| Eleitorado/Participação | Eleitorado/Participação  | 7 883 | 52,18 / 100,00  |

#### Milheirós de Poiares
| Candidato               | Candidato                | Votos | %               |
| ----------------------- | ------------------------ | ----- | --------------- |
|                         | Marcelo Rebelo de Sousa  | 908   | 54,96 / 100,00  |
|                         | António Sampaio da Nóvoa | 342   | 20,70 / 100,00  |
|                         | Marisa Matias            | 152   | 9,20 / 100,00   |
|                         | Maria de Belém Roseira   | 97    | 5,87 / 100,00   |
|                         | Vitorino Silva           | 67    | 4,06 / 100,00   |
|                         | Paulo de Morais          | 48    | 2,91 / 100,00   |
|                         | Edgar Silva              | 17    | 1,03 / 100,00   |
|                         | Henrique Neto            | 12    | 0,73 / 100,00   |
|                         | Cândido Ferreira         | 7     | 0,42 / 100,00   |
|                         | Jorge Sequeira           | 2     | 0,12 / 100,00   |
| Votos Inválidos         | Votos Inválidos          | 49    | 2,88 / 100,00   |
| Total                   | Total                    | 1 701 | 100,00 / 100,00 |
| Eleitorado/Participação | Eleitorado/Participação  | 3 332 | 51,05 / 100,00  |

#### Mozelos
| Candidato               | Candidato                | Votos | %               |
| ----------------------- | ------------------------ | ----- | --------------- |
|                         | Marcelo Rebelo de Sousa  | 1 759 | 50,71 / 100,00  |
|                         | António Sampaio da Nóvoa | 750   | 21,62 / 100,00  |
|                         | Marisa Matias            | 468   | 13,49 / 100,00  |
|                         | Maria de Belém Roseira   | 175   | 5,04 / 100,00   |
|                         | Vitorino Silva           | 139   | 4,01 / 100,00   |
|                         | Paulo de Morais          | 85    | 2,45 / 100,00   |
|                         | Edgar Silva              | 48    | 1,38 / 100,00   |
|                         | Henrique Neto            | 22    | 0,63 / 100,00   |
|                         | Jorge Sequeira           | 16    | 0,46 / 100,00   |
|                         | Cândido Ferreira         | 7     | 0,20 / 100,00   |
| Votos Inválidos         | Votos Inválidos          | 71    | 2,01 / 100,00   |
| Total                   | Total                    | 3 540 | 100,00 / 100,00 |
| Eleitorado/Participação | Eleitorado/Participação  | 6 353 | 55,72 / 100,00  |

#### Nogueira da Regedoura
| Candidato               | Candidato                | Votos | %               |
| ----------------------- | ------------------------ | ----- | --------------- |
|                         | Marcelo Rebelo de Sousa  | 1 567 | 56,98 / 100,00  |
|                         | António Sampaio da Nóvoa | 535   | 19,45 / 100,00  |
|                         | Marisa Matias            | 283   | 10,29 / 100,00  |
|                         | Maria de Belém Roseira   | 139   | 5,05 / 100,00   |
|                         | Vitorino Silva           | 114   | 4,15 / 100,00   |
|                         | Paulo de Morais          | 49    | 1,78 / 100,00   |
|                         | Edgar Silva              | 45    | 1,64 / 100,00   |
|                         | Henrique Neto            | 10    | 0,36 / 100,00   |
|                         | Jorge Sequeira           | 5     | 0,18 / 100,00   |
|                         | Cândido Ferreira         | 3     | 0,11 / 100,00   |
| Votos Inválidos         | Votos Inválidos          | 61    | 2,17 / 100,00   |
| Total                   | Total                    | 2 811 | 100,00 / 100,00 |
| Eleitorado/Participação | Eleitorado/Participação  | 5 043 | 55,74 / 100,00  |

#### Paços de Brandão
| Candidato               | Candidato                | Votos | %               |
| ----------------------- | ------------------------ | ----- | --------------- |
|                         | Marcelo Rebelo de Sousa  | 1 525 | 60,06 / 100,00  |
|                         | António Sampaio da Nóvoa | 397   | 15,64 / 100,00  |
|                         | Marisa Matias            | 221   | 8,70 / 100,00   |
|                         | Maria de Belém Roseira   | 150   | 5,91 / 100,00   |
|                         | Vitorino Silva           | 94    | 3,70 / 100,00   |
|                         | Paulo de Morais          | 85    | 3,35 / 100,00   |
|                         | Edgar Silva              | 35    | 1,38 / 100,00   |
|                         | Henrique Neto            | 17    | 0,67 / 100,00   |
|                         | Jorge Sequeira           | 11    | 0,43 / 100,00   |
|                         | Cândido Ferreira         | 4     | 0,16 / 100,00   |
| Votos Inválidos         | Votos Inválidos          | 56    | 2,15 / 100,00   |
| Total                   | Total                    | 2 595 | 100,00 / 100,00 |
| Eleitorado/Participação | Eleitorado/Participação  | 4 331 | 59,92 / 100,00  |

#### Rio Meão
| Candidato               | Candidato                | Votos | %               |
| ----------------------- | ------------------------ | ----- | --------------- |
|                         | Marcelo Rebelo de Sousa  | 1 341 | 57,53 / 100,00  |
|                         | António Sampaio da Nóvoa | 458   | 19,65 / 100,00  |
|                         | Marisa Matias            | 189   | 8,11 / 100,00   |
|                         | Maria de Belém Roseira   | 135   | 5,79 / 100,00   |
|                         | Vitorino Silva           | 87    | 3,73 / 100,00   |
|                         | Paulo de Morais          | 41    | 1,76 / 100,00   |
|                         | Edgar Silva              | 40    | 1,72 / 100,00   |
|                         | Henrique Neto            | 22    | 0,94 / 100,00   |
|                         | Jorge Sequeira           | 12    | 0,51 / 100,00   |
|                         | Cândido Ferreira         | 6     | 0,26 / 100,00   |
| Votos Inválidos         | Votos Inválidos          | 44    | 1,85 / 100,00   |
| Total                   | Total                    | 2 375 | 100,00 / 100,00 |
| Eleitorado/Participação | Eleitorado/Participação  | 4 426 | 53,66 / 100,00  |

#### Romariz
| Candidato               | Candidato                | Votos | %               |
| ----------------------- | ------------------------ | ----- | --------------- |
|                         | Marcelo Rebelo de Sousa  | 886   | 62,84 / 100,00  |
|                         | António Sampaio da Nóvoa | 216   | 15,32 / 100,00  |
|                         | Marisa Matias            | 102   | 7,23 / 100,00   |
|                         | Maria de Belém Roseira   | 101   | 7,16 / 100,00   |
|                         | Vitorino Silva           | 48    | 3,40 / 100,00   |
|                         | Paulo de Morais          | 27    | 1,91 / 100,00   |
|                         | Henrique Neto            | 15    | 1,06 / 100,00   |
|                         | Edgar Silva              | 8     | 0,57 / 100,00   |
|                         | Cândido Ferreira         | 4     | 0,28 / 100,00   |
|                         | Jorge Sequeira           | 3     | 0,21 / 100,00   |
| Votos Inválidos         | Votos Inválidos          | 40    | 2,76 / 100,00   |
| Total                   | Total                    | 1 450 | 100,00 / 100,00 |
| Eleitorado/Participação | Eleitorado/Participação  | 3 112 | 46,59 / 100,00  |

#### Sanguedo
| Candidato               | Candidato                | Votos | %               |
| ----------------------- | ------------------------ | ----- | --------------- |
|                         | Marcelo Rebelo de Sousa  | 853   | 55,14 / 100,00  |
|                         | António Sampaio da Nóvoa | 266   | 17,19 / 100,00  |
|                         | Marisa Matias            | 161   | 10,41 / 100,00  |
|                         | Maria de Belém Roseira   | 104   | 6,72 / 100,00   |
|                         | Vitorino Silva           | 87    | 5,62 / 100,00   |
|                         | Paulo de Morais          | 36    | 2,33 / 100,00   |
|                         | Edgar Silva              | 22    | 1,42 / 100,00   |
|                         | Jorge Sequeira           | 9     | 0,58 / 100,00   |
|                         | Cândido Ferreira         | 6     | 0,39 / 100,00   |
|                         | Henrique Neto            | 3     | 0,19 / 100,00   |
| Votos Inválidos         | Votos Inválidos          | 46    | 2,89 / 100,00   |
| Total                   | Total                    | 1 593 | 100,00 / 100,00 |
| Eleitorado/Participação | Eleitorado/Participação  | 3 110 | 51,22 / 100,00  |

#### Santa Maria da Feira
| Candidato               | Candidato                | Votos  | %               |
| ----------------------- | ------------------------ | ------ | --------------- |
|                         | Marcelo Rebelo de Sousa  | 3 351  | 56,64 / 100,00  |
|                         | António Sampaio da Nóvoa | 1 156  | 19,54 / 100,00  |
|                         | Marisa Matias            | 605    | 10,23 / 100,00  |
|                         | Maria de Belém Roseira   | 234    | 3,96 / 100,00   |
|                         | Paulo de Morais          | 207    | 3,50 / 100,00   |
|                         | Vitorino Silva           | 192    | 3,25 / 100,00   |
|                         | Edgar Silva              | 94     | 1,59 / 100,00   |
|                         | Henrique Neto            | 39     | 0,66 / 100,00   |
|                         | Jorge Sequeira           | 28     | 0,47 / 100,00   |
|                         | Cândido Ferreira         | 10     | 0,17 / 100,00   |
| Votos Inválidos         | Votos Inválidos          | 138    | 2,28 / 100,00   |
| Total                   | Total                    | 6 054  | 100,00 / 100,00 |
| Eleitorado/Participação | Eleitorado/Participação  | 16 507 | 36,68 / 100,00  |

#### Santa Maria de Lamas
| Candidato               | Candidato                | Votos | %               |
| ----------------------- | ------------------------ | ----- | --------------- |
|                         | Marcelo Rebelo de Sousa  | 1 427 | 55,70 / 100,00  |
|                         | António Sampaio da Nóvoa | 478   | 18,66 / 100,00  |
|                         | Marisa Matias            | 276   | 10,77 / 100,00  |
|                         | Maria de Belém Roseira   | 157   | 6,13 / 100,00   |
|                         | Vitorino Silva           | 84    | 3,28 / 100,00   |
|                         | Paulo de Morais          | 64    | 2,50 / 100,00   |
|                         | Edgar Silva              | 41    | 1,60 / 100,00   |
|                         | Henrique Neto            | 20    | 0,78 / 100,00   |
|                         | Jorge Sequeira           | 11    | 0,43 / 100,00   |
|                         | Cândido Ferreira         | 4     | 0,16 / 100,00   |
| Votos Inválidos         | Votos Inválidos          | 66    | 2,52 / 100,00   |
| Total                   | Total                    | 2 628 | 100,00 / 100,00 |
| Eleitorado/Participação | Eleitorado/Participação  | 4 605 | 57,07 / 100,00  |

#### São João de Ver
| Candidato               | Candidato                | Votos | %               |
| ----------------------- | ------------------------ | ----- | --------------- |
|                         | Marcelo Rebelo de Sousa  | 2 223 | 49,66 / 100,00  |
|                         | António Sampaio da Nóvoa | 988   | 22,07 / 100,00  |
|                         | Marisa Matias            | 579   | 12,94 / 100,00  |
|                         | Maria de Belém Roseira   | 257   | 5,74 / 100,00   |
|                         | Vitorino Silva           | 190   | 4,24 / 100,00   |
|                         | Edgar Silva              | 98    | 2,19 / 100,00   |
|                         | Paulo de Morais          | 85    | 1,90 / 100,00   |
|                         | Henrique Neto            | 27    | 0,60 / 100,00   |
|                         | Jorge Sequeira           | 20    | 0,45 / 100,00   |
|                         | Cândido Ferreira         | 9     | 0,20 / 100,00   |
| Votos Inválidos         | Votos Inválidos          | 98    | 2,14 / 100,00   |
| Total                   | Total                    | 4 574 | 100,00 / 100,00 |
| Eleitorado/Participação | Eleitorado/Participação  | 9 142 | 50,03 / 100,00  |

#### São Miguel do Souto e Mosteiró
| Candidato               | Candidato                | Votos | %               |
| ----------------------- | ------------------------ | ----- | --------------- |
|                         | Marcelo Rebelo de Sousa  | 1 544 | 52,04 / 100,00  |
|                         | António Sampaio da Nóvoa | 647   | 21,81 / 100,00  |
|                         | Marisa Matias            | 333   | 11,22 / 100,00  |
|                         | Maria de Belém Roseira   | 172   | 5,80 / 100,00   |
|                         | Vitorino Silva           | 129   | 4,35 / 100,00   |
|                         | Paulo de Morais          | 59    | 1,99 / 100,00   |
|                         | Edgar Silva              | 45    | 1,52 / 100,00   |
|                         | Henrique Neto            | 22    | 0,74 / 100,00   |
|                         | Jorge Sequeira           | 9     | 0,30 / 100,00   |
|                         | Cândido Ferreira         | 7     | 0,24 / 100,00   |
| Votos Inválidos         | Votos Inválidos          | 70    | 2,30 / 100,00   |
| Total                   | Total                    | 3 037 | 100,00 / 100,00 |
| Eleitorado/Participação | Eleitorado/Participação  | 6 131 | 49,54 / 100,00  |

#### São Paio de Oleiros
| Candidato               | Candidato                | Votos | %               |
| ----------------------- | ------------------------ | ----- | --------------- |
|                         | Marcelo Rebelo de Sousa  | 941   | 47,55 / 100,00  |
|                         | António Sampaio da Nóvoa | 405   | 20,46 / 100,00  |
|                         | Marisa Matias            | 270   | 13,64 / 100,00  |
|                         | Maria de Belém Roseira   | 132   | 6,67 / 100,00   |
|                         | Edgar Silva              | 90    | 4,55 / 100,00   |
|                         | Vitorino Silva           | 73    | 3,69 / 100,00   |
|                         | Paulo de Morais          | 46    | 2,32 / 100,00   |
|                         | Henrique Neto            | 12    | 0,61 / 100,00   |
|                         | Cândido Ferreira         | 6     | 0,30 / 100,00   |
|                         | Jorge Sequeira           | 4     | 0,20 / 100,00   |
| Votos Inválidos         | Votos Inválidos          | 37    | 1,83 / 100,00   |
| Total                   | Total                    | 2 016 | 100,00 / 100,00 |
| Eleitorado/Participação | Eleitorado/Participação  | 3 485 | 57,85 / 100,00  |